# Minuskel 85
Minuskel 85 (in der Nummerierung nach Gregory-Aland), ε 391 (von Soden) ist eine griechische Minuskelhandschrift des Neuen Testaments auf 30 Pergamentblättern (14 × 9,7 cm). Mittels Paläographie wurde das Manuskript auf das 13. Jahrhundert datiert. Die Handschrift ist nicht vollständig.

## Beschreibung
Die Handschrift enthält den Text der vier Evangelien mit zahlreichen Lücken. Er wurde einspaltig mit je 25 Zeilen geschrieben. Die Tinte ist hellbraun, das Pergament ist dick. Die Handschrift enthält κεφαλαια, τιτλοι, Ammonianische Abschnitte (keine Eusebischen Einteilungen), Lektionar-Markierungen und incipits.
Inhalt
Matthäus 8,15–9,17; 16,12–17,20; 24,26–45; 26,35–54; Markus 6,13–9,45; Lukas 3,12–6,44; Johannes 9,11–12,5; 19,6–24; 20,23–21,9.

## Text
Kurt Aland ordnete den griechischen Text des Kodex in keine Kategorie ein.

## Geschichte
Früher befand sich die Handschrift in Augsburg (wie Kodex 83 und 84). Sie wurde durch Johann Albrecht Bengel, Johann Martin Augustin Scholz, John William Burgon, und Caspar René Gregory untersucht.
Der Kodex befindet sich in der Bayerischen Staatsbibliothek (Gr. 569) in München.